# Sass Maor
Il Sass Maor (2.812 m s.l.m.) è una delle cime più celebri delle Pale di San Martino e delle intere Dolomiti e, al pari delle Tre Cime di Lavaredo, un monumento alla storia dell'alpinismo dolomitico.

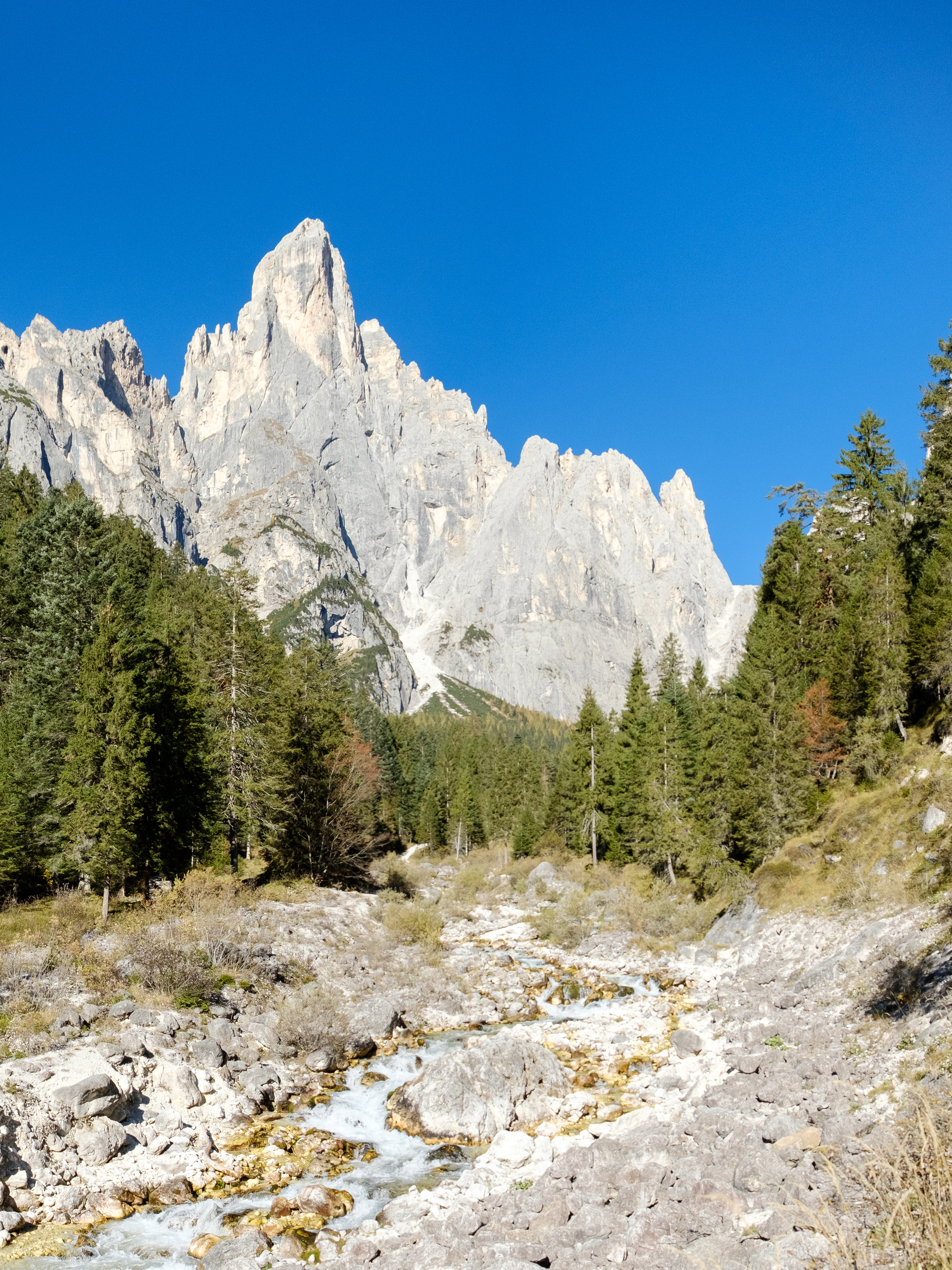
Sass Maor, parete est

## Caratteristiche
È la cima principale dell'omonimo sottogruppo delle Pale, ossia il "braccio" che più si spinge verso Fiera di Primiero da cui è ben visibile, unito alla Cima della Madonna da una sottile cresta che presenta un'alta forcella, mentre sugli altri versanti è circondato da delle pareti alte fino a 1000 m.

## Alpinismo
La vetta del Sass Maor fu conquistata nel 1875 da H. A. Beachcroft, C. C. Tucker, F. Devouassoud, B. Della Santa per il versante nord della forcella che lo collega alla Cima della Madonna. L'attuale via normale, per il canale sud della forcella fu trovata nel 1881 da D. Diamantidi, M. Bettega, L. Cesaletti e F. Colesel e nel 1893 venne compiuta la salita della parete nord ad opera di A. Tavernaro e L. Normann Neruda.
È però nel 1926 che il Sass Maor diviene ambito e famoso agli occhi degli alpinisti grazie all'opera della guida Emil Solleder che, col compagno Franz Kummer scala l'imponente parete est della montagna aprendo il primo itinerario di VI delle Pale di San Martino (oggi valutato di V+). Si tratta di una via veramente ardita per i tempi in cui è stata portata a termine, infatti Solleder ha aggirato alcune fasce di strapiombi con due lunghe traversate in placca che costituiscono il passaggio chiave della via. Nel 1934 viene compiuta un'altra superba ascensione da parte di Ettore Castiglioni e Bruno Detassis, che superano in giornata l'imponente spigolo sud-est, portando a termine un'altra ascensione di VI grado.
Passata la Seconda Guerra Mondiale, gli alpinisti tornano sulle pareti del Sass Maor. Gabriele Franceschini compie la prima ripetizione solitaria della via Solleder nel 1948 e nel 1955 le guide A. Bettega, G. Gilli e L. Gorza percorrono anche il tratto inferiore della parete est, evitato nel '26 tramite una rampa erbosa, e realizzando così la salita integrale della muraglia.
Nel 1964 la parete est è meta di due forti alpinisti: Giancarlo Biasin e Samuele Scalet che realizzano una direttissima a sinistra della Solleder-Kummer; il risultato è uno dei capolavori dell'alpinismo dolomitico ed una delle massime realizzazioni degli anni sessanta. La vittoria viene però funestata da un evento tragico: Giancarlo Biasin precipita dal Sentiero del Cacciatore durante la discesa. La via viene ripetuta l'anno successivo da Gigi Grana, Onorato Casiraghi e Alberto Maschio.
Nel 1974 è la volta dello spigolo sud, a sinistra della Castiglioni-Detassis, salito da Guido Pagani e Ben Laritti.
Maurizio Zanolla detto "Manolo" ripete la Biasin-Scalet nel 1979, effettuandone la prima ripetizione in libera dichiarando difficoltà di IX.
Nel 1980 lo stesso Manolo apre un itinerario destinato a diventare una pietra miliare nella storia dell'arrampicata in Dolomiti, la via Supermatita: via aperta con solo 7 chiodi per tutti i 1000 metri dell'appicco est, a sinistra della variante Bettega ed il tratto chiave, nella parte alta, su roccia friabile, è valutato VII-. Questa via fa parte di un trittico di realizzazioni innovative, compiute nei primi anni ottanta, con la via "Attraverso il pesce" e la via "Tempi moderni", entrambe in Marmolada; esse rappresentano il momento di passaggio dalla mentalità classica in auge fino alla fine degli anni settanta, alla nuova concezione di alpinismo che caratterizza il contemporaneo.
Nel 1982 Graziano Maffei e Paolo Leoni, due fortissimi alpinisti roveretani, salgono il pilastro a destra della Solleder aprendo un nuovo difficilissimo itinerario che è dedicato a Bruno Crepaz.
L'anno successivo, il 1983, è la volta di Lorenzo Massarotto che, accompagnato da Leopoldo Roman, esplora la parete nord-est del Sass Maor aprendo un itinerario con uso parsimonioso di chiodi e dedicandolo al padre Alessio.
Nel 1988, la guida Renzo Corona, con Alfredo Bertinelli, scala la parete a sinistra della Biasin-Scalet raccordandosi con la Castiglioni-Detassis, una via chiamata "Scherzi d'estate", senza utilizzare alcun chiodo e con difficoltà continue ed elevate.
Nel 1992 arrivano sulla montagna anche i cechi Igor Koller e Dino Kuran, il primo è l'apritore della via "Attraverso il pesce", che salgono una variante, chiamata "The change is life" con difficoltà di V+ ed un tratto di VIII, che si raccorda con la rampa della Solleder; l'anno successivo ancora una volta Manolo esplora le placche a sinistra della via Biasin-Scalet aprendo quella che è la più difficile realizzazione delle Pale di San Martino: la via Nurejev con difficoltà fino al X- (8a), via ripetuta anche da Mauro "Bubu" Bole che ne ha confermato le elevatissime difficoltà.
Nel 2001, dopo un ritorno all'alpinismo avvenuto nel 1993, Samuele Scalet torna sul Sass Maor con Davide Depaoli e Marco Canteri realizzando Masada: un itinerario di 1000 m che percorre integralmente la parete sud-est con difficoltà di VII+ e passi di A0, giudicata una delle vie più belle al Sass Maor.

## Itinerari
Il gruppo del Sass Maor è ottimamente servito da due rifugi: il rifugio Pradidali ed il rifugio Velo della Madonna.
Essi sono collegati da un lungo sentiero attrezzato: dal Pradidali s'imbocca la ferrata del Portòn che ben attrezzata con scale e funi conduce all'omonima forcella da cui il sentiero prosegue fino alla ferrata del Velo, che taglia lo zoccolo della Cima della Madonna.
Un'alternativa al sentiero del Velo è la ferrata della Vecchia che poco prima di quella del Velo scende in Val di Roda superando un salto attrezzato con pioli.
Il rifugio del Velo è altresì raggiungibile dalla Val Canali mediante il sentiero del Cacciatore, attualmente interdetto dopo le frane del Sass Maor nel 2011, oppure mediante il sentiero attrezzato Dino Buzzati che dalla Val Canali raggiunge per canali e camini la Cima del Cimerlo.

## Ascensioni
La cima del Sass Maor è raggiungibile tramite diversi itinerari, in buona parte frequentati ed apprezzati. I più gettonati sono:
- Via normale: è un'ascensione di media difficoltà impegnativa nei passaggi e nell'orientamento, specie in discesa; percorre il canalone sud tra il Sass e la Cima della Madonna con passi di III+ e poi raggiunge la cima per placche esposte.
- Via Solleder-Kummer: è la grande classica della montagna, che sale la parete est puntando ad una linea di diedri ben visibile sul lato destro; gli strapiombi che sbarrano l'accesso al diedro sono stati aggirati mediante due spettacolari traversate in placca con difficoltà di V+. L'accesso avviene mediante la Banca Orba, imboccata dal sentiero del Cacciatore (600 m, V e V+ sostenuto).
- Spigolo Castiglioni-Detassis: è un'altra grande classica alla cima, meno frequentata della via Solleder, ma ugualmente grandiosa. I primi salitori attaccarono direttamente lo spigolo alla base della parete tramite una fessura bagnata; oggi questo attacco viene aggirato sulla sinistra, ma rappresenta il passaggio chiave dell'ascensione (750 m, V e passi di VI-, difficoltà discontinue).
- Via Giancarlo Biasin: è la terza grande classica del Sass Maor, molto frequentata. Supera le placche e gli strapiombi a sinistra della via Solleder, al centro della parete sud-est, tramite un poco visibile sistema di diedri e fessure. In alcuni passaggi sono stati usati chiodi a pressione. La via è considerata un capolavoro dell'arrampicata, difficile sia se percorsa classicamente in artificiale, che a maggior ragione in libera (650 m, fino al VI+ e A0/A1, IX in libera).
- Via Supermatita: è la leggenda del Sass Maor, ripetuta per la prima volta da Roland Mittersteiner e ripetuta in solitaria invernale da Maurizio Giordani. La via conta alcune ripetizioni, anche parziali ed è in buona parte su bella roccia eccetto il tratto chiave in cui è friabile. L'itinerario sale direttamente dalla base della parete per placche ed aggirando i vari strapiombi per 500 fino alla Banca Orba (fino al VI-), poi devia per diedri appena a sinistra della Solleder affrontando il tiro chiave (VI e VII-, totale 1000 m).
- Spigolo Laritti-Pagani: è messo in ombra dalle altre vie, ma conta alcune ripetizioni; sale lo spigolo a sinistra della Castiglioni-Detassis, con bella dirittura (400 m, V e VI con un passo di A1 o VI+).
- Via Alessio Massarotto: è la via tracciata dal grande arrampicatore padovano e sale il lato più misterioso del versante orientale tramite diedri e lunghe traversate per collegarli. Aperta in completa arrampicata libera e con solo 16 chiodi (1000 m, fino al VI+).
- Via Masada: un altro capolavoro di Samuele Scalet e compagni sulla parete sud-est; via molto difficile attrezzata con l'uso di qualche spit, ma prettamente alpinistica. Supera il tratto di parete tra la Solleder e la Biasin per 1100 metri e difficoltà fino al VII+ e A1. Recentemente è stata ripetuta in libera da Riccardo Scarian anche nei brevi tratti di artificiale, con passi fino al X (8b).